# Tres Zapotes (arkeologisk fyndplats)

Skizz över fyndplatsen med viktiga delar.

Tres Zapotes är en arkeologisk fyndplats i delstaten Veracruz i Mexiko.
Platsen ligger cirka 21 km väster om Santiago Tuxtla och var en bosättning av olmekerna mellan 1200 f.Kr. och året 1000. Samhället blev troligtvis uppfört när huvudorten La Venta (delstaten Tabasco) fortfarande blomstrade. Omkring 400 f.Kr. blev det självt en huvudort när La Venta förstördes.

## Betydelse
Vid Tres Zapotes hittades 1869 för första gången en kolossal huvudskulptur som skapades av olmekerna. Omkring 1940 upptäcktes ornament som förklarar olmekernas tidräkning och en stele som fick beteckningen C gav många viktiga informationer om kulturen. Undersökningarna visade att olmekerna fångade fisk och jagade sköldpaddor, andra kräldjur, däggdjur och fåglar. De odlade majs, bönor och andra grönsaker i trädgårdarna. Lera, sandsten och vulkanisk tuff användes för krukmakeri och för platsens skulpturer. Ett vattendrag vid tres Zapotes mynnar i floden Papaloapan och sammanlänkar orten med havet.